# Château de Plancy
Le château de Plancy est une construction issue d'un château fort médiéval de la commune éponyme.
Il était le siège d'une importante baronnie relevant des comtes de Troyes.

## Historique

### La terre de Plancy
Principales terres relevant de la seigneurie de Plancy : le Bachot, Bonnevoisine, Boulages, Charny, Courcemain, Champfleury (Aube), Froide-Parois, Mesnil-les-Granges, Longueville, Saint-Vitré, Saint-Just comme baronnie, Semoine devenant vicomté, Salon (Aube), Plancy-l'Abbaye, Viâpres-le-Grand.

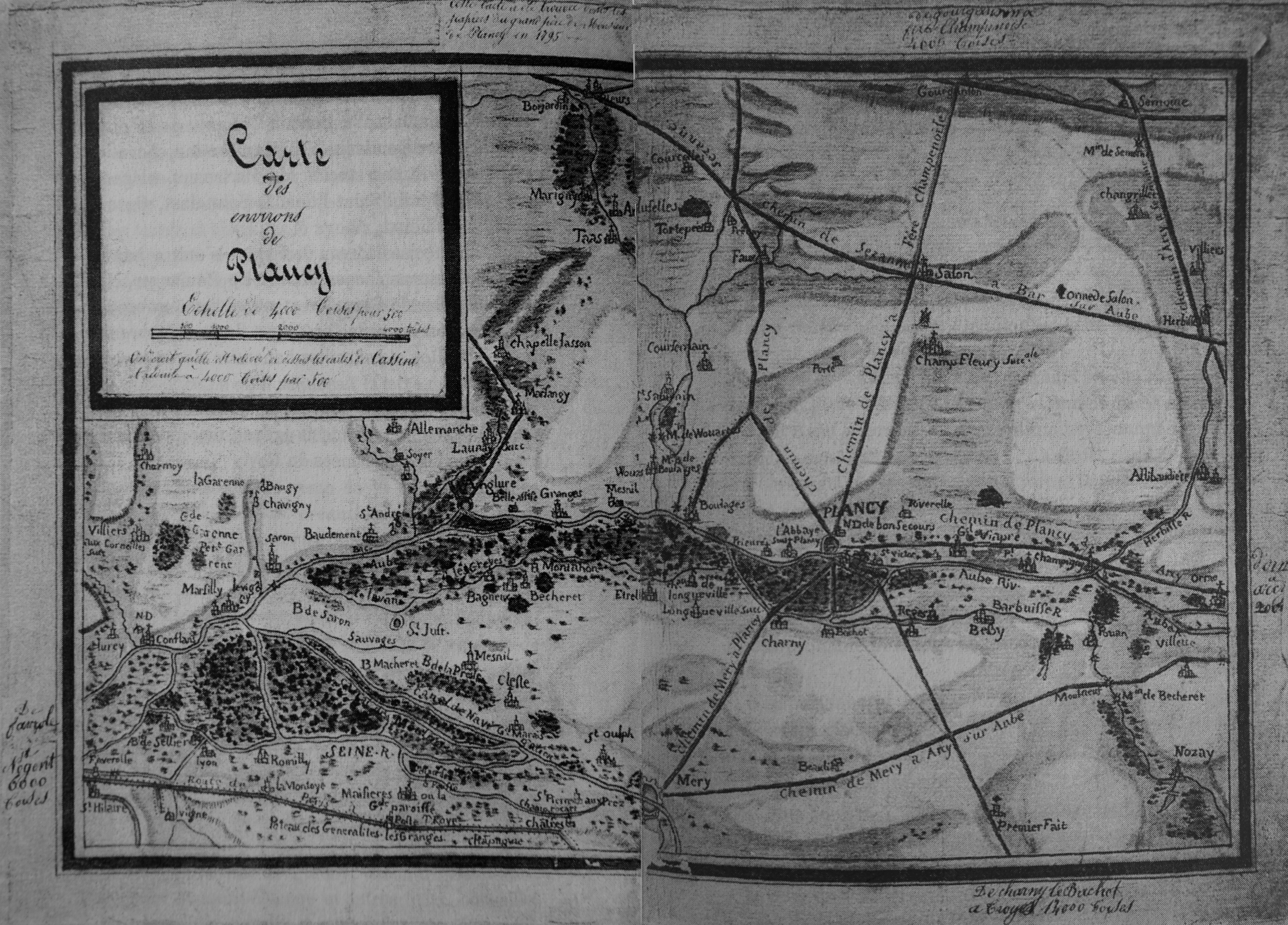
Carte de Cassini montrant les terres autour de Plancy.

### Liste des barons de Plancy
- Gillette, dame de Plancy en 1080,
- Hugues de Plancy, nommé par une charte en : 1135, 1146 et 1168 père de
- Hugues III de Plancy et son frère Miles de Plancy, cités dans une charte de 1160.
- Gilles de Plancy, croisé en 1189.
- Philippe II de Plancy, croisé en 1218.
- Nicolas de Plancy, mort en 1392 et son épouse Eudelene qui reposent en la collégiale Notre-Dame-en-Vaux de Châlons-en-Champagne.

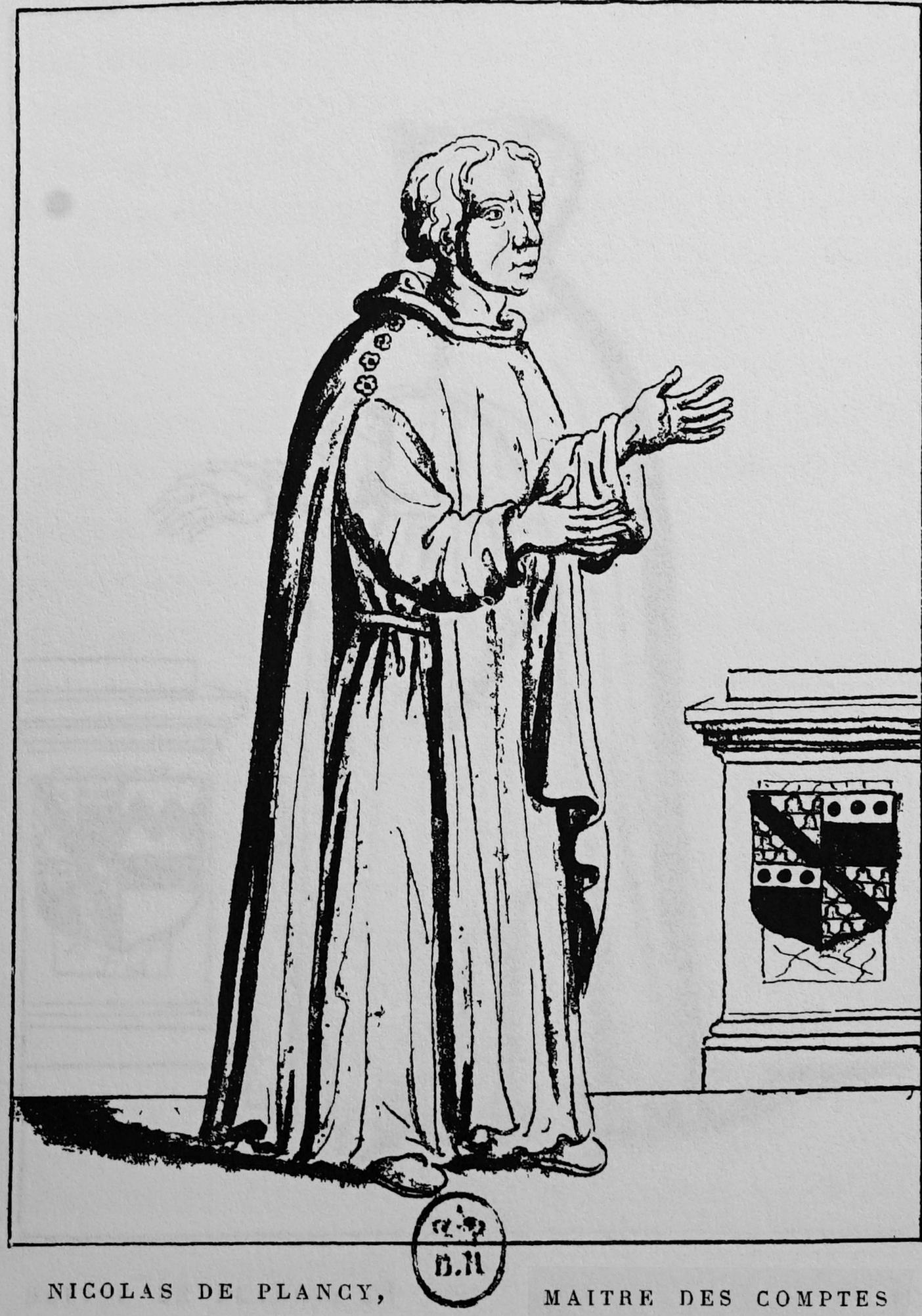
Nicolas Plancy, dessin de Gaignières,
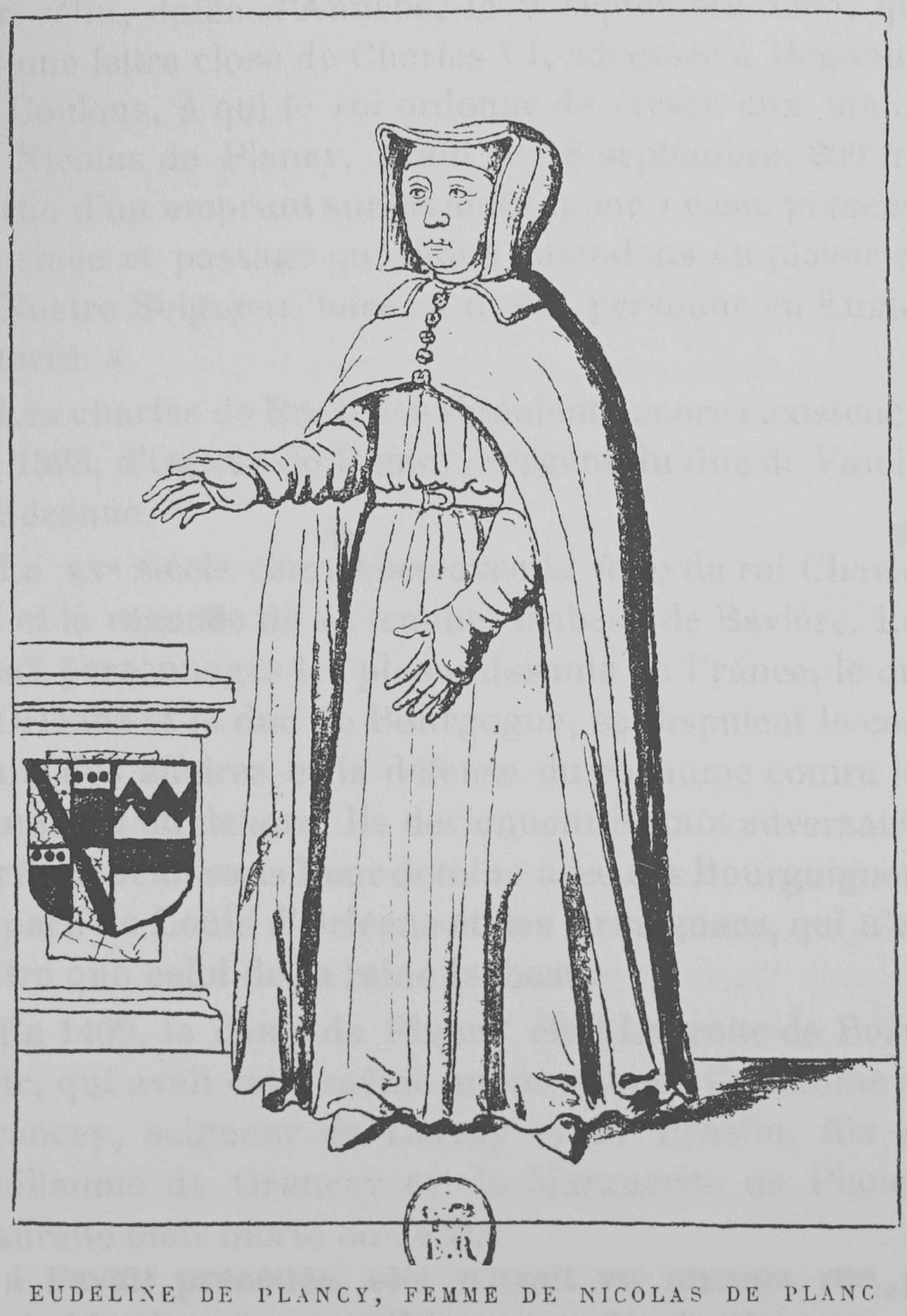
et Emelene son épouse.
Le blason, vair bandé de gueules, des premiers barons.

- Charlotte de Courtenay-La Ferté-Loupière (1520-ap.1565) fut mariée à Jean des Marins, seigneur de l'Echelle avant 1550, puis à Julien de Condé seigneur de Boulages, avant d'épouser Nicolas de La Croix, vicomte de Semoine et Longueville, seigneur de Rupereux (issu des barons de Plancy), petit-fils de Geoffroy ci-dessous (qui fit l'acquisition de Plancy au début du XVIe siècle). La famille de La Croix (sans doute assimilable aux de La Croix de Castries comme on le trouve souvent, mais certains l'ont contesté) détint Plancy, réunissant peu à peu les différentes parties de la baronnie, de 1507 à 1654.
- Geoffroy de La Croix, qualifié d'écuyer, seigneur de Ricquebourg et la Neuville, Villeneuve, Fierville, et baron de Plancy, mais aussi conseiller du roi et son trésorier de ses guerres, son notaire et secrétaire ; cité en un bail de 1512 ; † en mars 1515. Un parent, Nicolas, fut plus tard abbé d'Orbais.
- En mai 1656, la baronnie de Plancy est érigée en marquisat en faveur de Henri du Plessis-Guénégaud (dont la mère était Marie de La Croix, dame du Plessis-Belleville, fille de Claude de La Croix vicomte de Semoine et Catherine de Balhaan du Plessis-Belleville, et petite-fille de Nicolas de La Croix de Plancy vicomte de Semoine et Charlotte de Courtenay ci-dessus) et en celle de ses hoirs et ayant droit par lettres enregistrées au Parlement le 15 janvier 1657 et la Chambre des Comptes le 17 mai 1658.

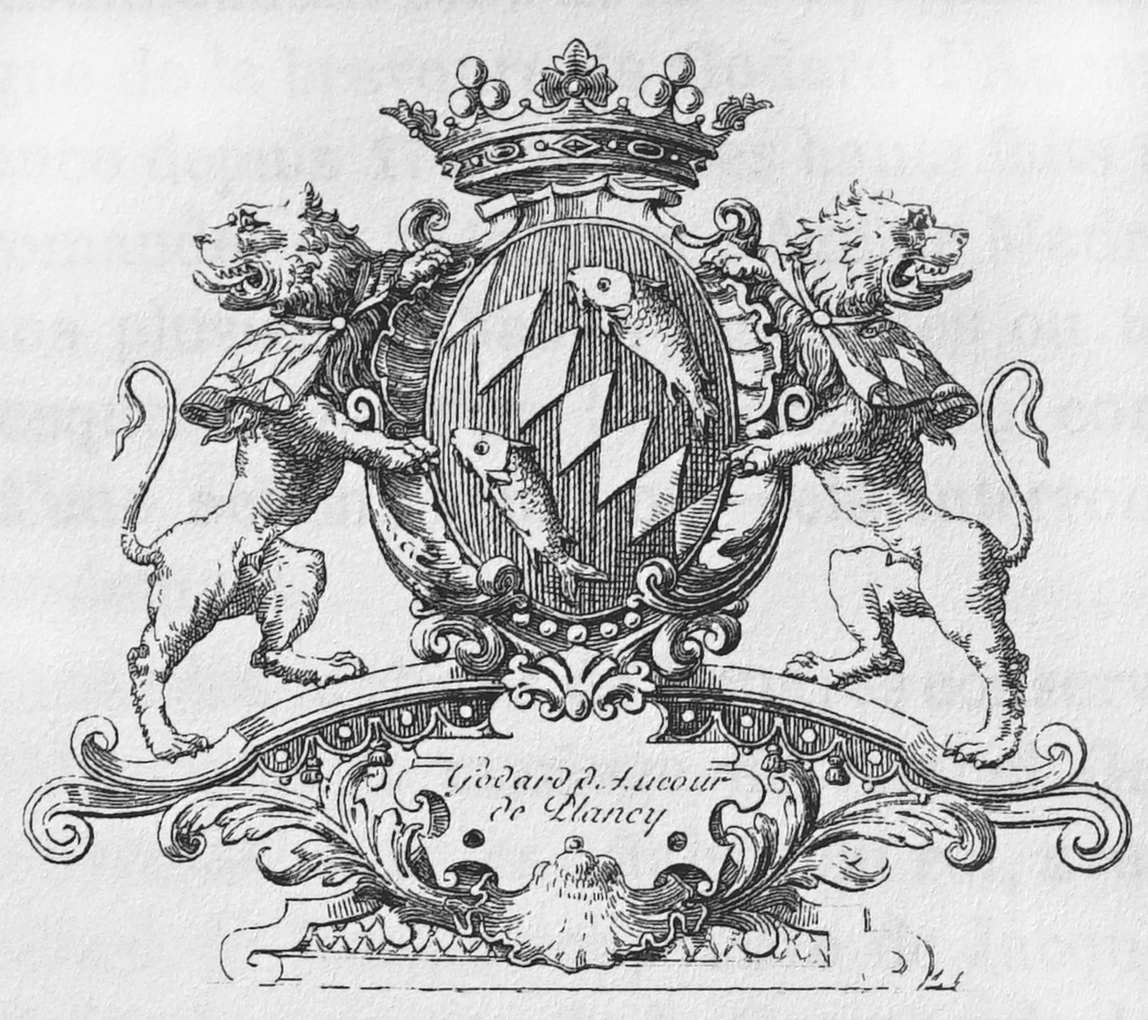
blason des Godart d'Aucourt.

- Claude Godard d'Aucour, fermier général, écrivain, père de Claude.
- Adrien Godard d'Aucour marquis de Plancy[1], préfet, et ses fils :
  - Charles Godard d'Aucour de Plancy, député
  - Auguste Godard d'Aucour de Plancy, député.

## Architecture
Le château fort eut très tôt un donjon de pierres, des fossés remparts et parmi ces bâtiments une collégiale desservie par des chanoines de Saint-Laurent.

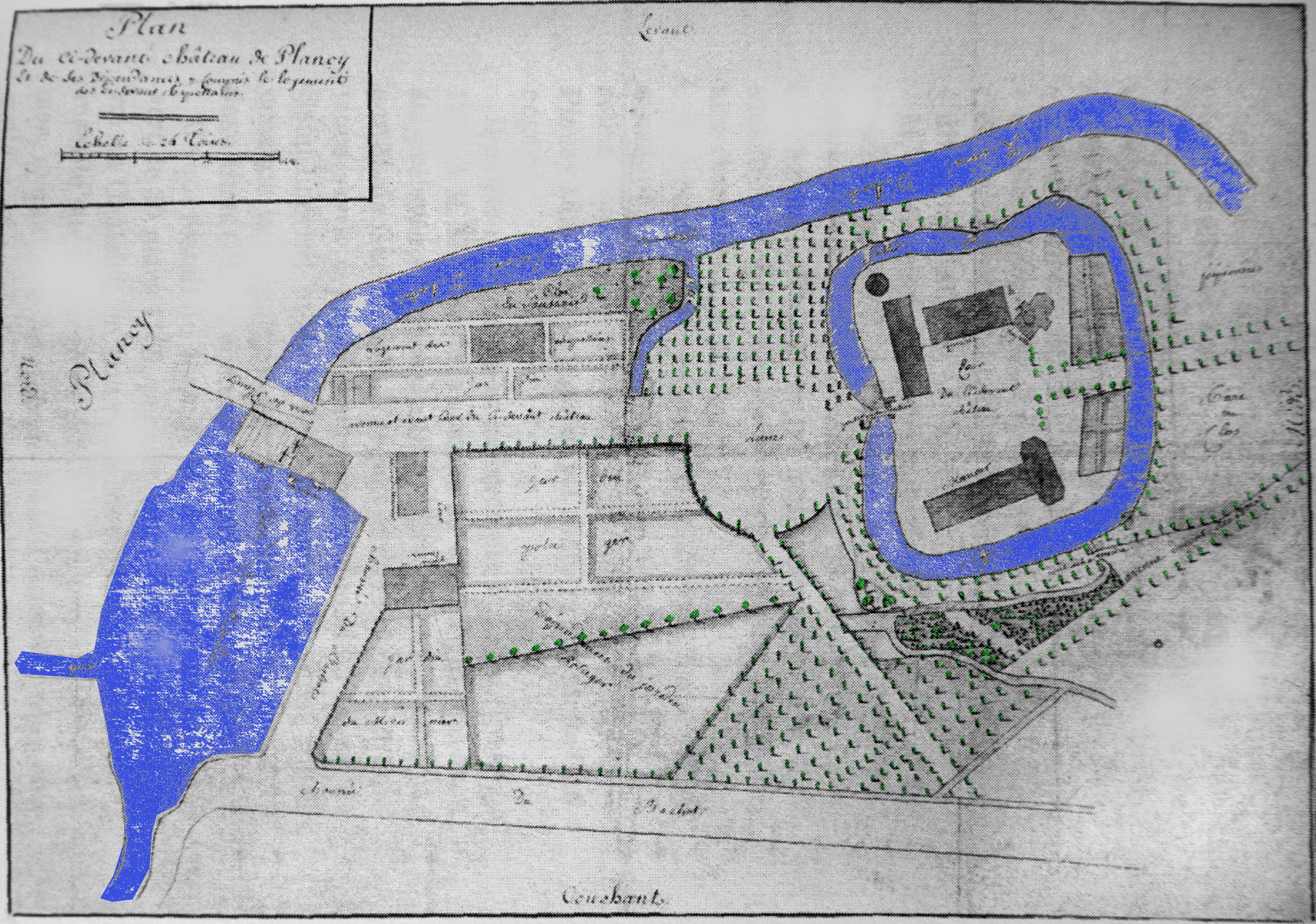
Le château, ses douves, sa chapelle et son moulin sur l'Aube.

## Sources